# Judo na Igrzyskach Afrykańskich 1965
Zawody w judo na Igrzyskach Afrykańskich 1965 odbywały się w styczniu w Brazzaville.

## Klasyfikacja medalowa
Gospodarz zawodów został zaznaczony kolorem.
| Miejsce | Państwo                  |   |   |   | Razem |
| ------- | ------------------------ | - | - | - | ----- |
| 1       | Senegal                  | 2 | 0 | 1 | 3     |
| 2       | Wybrzeże Kości Słoniowej | 1 | 0 | 0 | 1     |
| .       | Egipt                    | 1 | 0 | 0 | 1     |
| .       | Mali                     | 1 | 0 | 0 | 1     |
| 5       | Kamerun                  | 0 | 2 | 0 | 2     |
| 6       | Górna Wolta              | 0 | 1 | 1 | 2     |
| .       | Tunezja                  | 0 | 1 | 1 | 2     |
| 8       | Kongo                    | 0 | 1 | 0 | 1     |
| 9       | Algieria                 | 0 | 0 | 1 | 1     |
| .       | Madagaskar               | 0 | 0 | 1 | 1     |
| Razem   | Razem                    | 5 | 5 | 5 | 15    |

## Wyniki
| Waga      | Złoto:                                                         | Srebro:           | Brąz:              |
| -63 kg    | Xavier Boissy                                                  | Alexandre Makaya  | Vatosoa Ramarokoto |
| -70 kg    | Lamine Touré                                                   | Zacharie Ndoumbe  | Mehrez Belhaj      |
| -80 kg    | Samir Hassan                                                   | Jean-Victor Akono | Jonas Cissé        |
| -93 kg    | Georges Sourial                                                | Ali Hachicha      | Sogossira Sanou    |
| +95 kg    | Moussa Dao                                                     | Seydou Drabo      | Ahmed Chabi        |
| drużynowo | Xavier Boissy Amara Dabo Seydou Touré Samir Hassan Jonas Cissé | ----              | ----               |